# ハンガロア
ハンガロア（Hanga Roa）とは、南太平洋のチリ領イースター島の中心地である。

## 概要
人口3,800人程度の村であるが、イースター島の総人口の約87パーセントがハンガロアに集中しており、島唯一の村でもある。また、病院、警察署や学校、市場、ガソリンスタンドなど島民の生活に必要な主要な施設がすべて集まっている。
「ハンガロア」とはイースター島の先住民の言葉ラパ・ヌイ語で「大きな湾」という意味である。
エスタディオ・デ・ハンガロアは約2,500人を収容できるイースター島唯一のサッカースタジアムである。ハンガロア周辺にはモアイ像がいくつかあるほか、ホテルやレストランなどもあり、観光客も訪れる。
アヴェニーダ・アタム・テ・ケーナ大通りはハンガロアのメインストリートで、ホテルやレストラン、スーパーマーケットなどがある。この大通りは、19世紀のラパ・ヌイの王アタム・テ・ケーナの名に由来し、イースター島をチリに併合したチリ海軍軍人の名に由来する「ポリカルポ・トロ」から1988年に改名された。
イースター島の港の中心で、漁も盛んである。漁港（Caleta de Hanga Roa）には、聖ピーター（漁師の守護聖人）の像がある。
マタベリ国際空港は、ハンガロアのすぐ隣にあるイースター唯一の空港である。
現在では4,000人近くの人口がハンガロアにいるが、1914年の人口はわずか250人程度であった。住民の多くは、元のイースター島のポリネシア人の血を引く者やチリ本土やペルーからの移民である。